# Dazhou
|  | No s'ha de confondre amb Dezhou. |

Dazhou (xinès simplificat: 达州; xinès tradicional: 達州; pinyin: Dázhōu; Wade–Giles: Ta-chou) és una ciutat a nivell de prefectura a l'extrem nord-est de la província de Sichuan, a la República Popular de la Xina. Limita amb Shaanxi al nord i Chongqing a l'est i al sud. Segons el cens del 2020, Dazhou tenia 5.385.422 habitants dels quals 1.850.869 vivien a l'àrea urbanitzada (o metropolitana) formada per 2 districtes urbans.

## Geografia
Dazhou és la divisió a nivell de prefectura més oriental de la província, limita amb Ankang i Hanzhong (ambdós a Shaanxi) al nord, el comtat de Chengkou, el comtat de Kai i el districte de Wanzhou de Chongqing a l'est, els comtats de Chongqing de Liangping i Dianjiang al sud, Guang'an al sud-oest, Nanchong a l'oest i Bazhong al nord-oest. Es troba entre Chongqing i Xi'an. La seva superfície de la prefectura és de 16.600 quilòmetres quadrats.
El terreny és en gran part muntanyós (muntanyes Daba i serres adjacents).

### Clima
Típic de la conca de Sichuan, Dazhou té un clima subtropical humit influït pel monsó (Köppen Cwa) i és en gran part suau i humit, amb quatre estacions diferenciades. L'hivern és curt, suau i boirós, tot i que la precipitació és baixa. El gener té una mitjana de 6,1 °C i, tot i que es poden produir gelades, la neu és poc habitual. Els estius són llargs, calorosos i humits, amb màximes que sovint superen els 33 °C. La mitjana diària mensual al juliol, el mes més càlid, és de 27,4 °C. Les pluges són lleugeres a l'hivern i poden ser abundants a l'estiu, i més del 70% del total anual es concentra de maig a setembre. El període anual lliure de gelades dura uns 300 dies.

## Història
La història de Dazhou es remunta a la dinastia Han Oriental quan l'any 90 dC es va convertir en un comtat amb el nom de Liweizhou (历为州). Fins a la dinastia Liao el seu nom era Zaidi (在地). Durant les dinasties Liao i Tang el seu nom es va canviar de nou, aquesta vegada a Tongzhou (通州). Finalment a la dinastia Song se li va donar el nom actual de Dazhou.
Les persones notables de Dazhou inclouen l'escriptor dels Tres Regnes Chen Shou, l'astrònom de la dinastia Song Zhang Sixun i el filòsof i educador de la dinastia Ming i Qing Tang Zhen. Dazhou també va fer contribucions notables a la revolució comunista. Herois de l'Exèrcit Roig com Xu Xiangqian, Li Xiannian, Xu Shiyou, Wang Weizhou (王维舟) i Zhang Aiping eren tots o vivien a Dazhou.
El complex del mausoleu parcialment conservat (en particular, les seves torres de porta, conegudes com a Que de la família Shen (沈) al comtat de Qu, que data de la dinastia Han, és un monument arquitectònic ben conegut.

## Economia
Dazhou és un important centre de transport fluvial i terrestre per a la regió. Nombroses carreteres nacionals, autopistes i línies ferroviàries passen per Dazhou connectant-la directament amb les principals ciutats de la Xina com Chengdu, Xi'an, Wuhan, Guangzhou, Shenzhen o Pequín, convertint-lo en un dels centres comercials importants de Sichuan.
Dazhou té nombrosos recursos naturals, inclosos grans jaciments de gas natural i una gran quantitat de recursos minerals com la sal, el carbó, el manganès, el liti i la pedra calcària. Els principals productes agrícoles inclouen carn de porc, vedella i te. Altres indústries són la producció química, l'energia del carbó, la metal·lúrgia, els tèxtils, els materials de construcció i els aliments processats.